# Černovice (kraj pilzneński)
Černovice – miejscowość i gmina (obec) w Czechach, w kraju pilzneńskim, w powiecie Pilzno Południe. Według danych z dnia 1 stycznia 2014 liczyła 197 mieszkańców, a w 2022 roku 151 mieszkańców. Wcześniej była przypisana do powiatu Domažlice.